# Bożena Sikora-Giżyńska
Bożena Sikora-Giżyńska (ur. 18 kwietnia 1960 w Bielsku-Białej) – polska szachistka, mistrzyni międzynarodowa od 1986 roku.

## Kariera szachowa
Jako juniorka zdobyła trzy medale mistrzostw Polski: złoty (Polanica-Zdrój, 1975) srebrny (Kielce, 1973) i brązowy (Szamotuły, 1972) – wszystkie w kategorii do 20 lat. W roku 1977 zdobyła w Nowym Sadzie Puchar Europy juniorek (nieoficjalne mistrzostwa Europy do 20 lat).
W roku 1975 zadebiutowała w finale mistrzostw Polski seniorek, zajmując we Wrocław bardzo dobre VIII miejsce wśród 44 zawodniczek (finał rozegrano systemem szwajcarskim). Do roku 1992 w finałowych turniejach wystąpiła 17 razy, trzykrotnie zdobywając medale: złoty (Konin 1990), srebrny (Poznań 1981) i brązowy (Bielsko-Biała 1988). Oprócz tego pięciokrotnie zajmowała w finałach IV miejsca. W swoim dorobku posiada również trzy medale zdobyte na mistrzostwach Polski w szachach błyskawicznych (srebrne - 1984 i 1989 oraz brązowy - 1988).
Wielokrotnie zwyciężała lub dzieliła I miejsca w międzynarodowych turniejach, m.in. w Nałęczowie (I miejsca w latach 1982 i 1983), Iwoniczu-Zdroju (I miejsce, 1985) oraz w turniejach Bohemians w Pradze (czterokrotnie I miejsce w latach 1987-1990 oraz I-III w roku 1992). W roku 1989 reprezentowała Polskę na drużynowym turnieju krajów nordyckich w Aabydro w Danii (uzyskała 4½ pkt w 7 partiach), zaś rok później wystąpiła na olimpiadzie szachowej w Nowym Sadzie, gdzie grając na II szachownicy zdobyła 4 pkt w 10 partiach.
Najwyższy ranking w karierze osiągnęła 1 lipca 1987 r., z wynikiem 2265 punktów dzieliła wówczas 55-57. miejsce na światowej liście FIDE, jednocześnie zajmując 3. miejsce (za Agnieszką Brustman i Hanną Ereńską-Radzewską) wśród polskich szachistek. Od 1997 r. nie występuje w turniejach szachowych klasyfikowanych przez Międzynarodową Federację Szachową.